# 프레지던트 초이스
프레지던트 초이스(President's Choice or PC)는 캐나다 최대 식품 유통업체 로블로우 사(Loblaw Companies Limited)의 상표이다.
피씨는 음료, 과자, 가공 식품 등 다양한 종류의 식품을 생산하며 프레지던트 초이스 금융 서비스란 이름으로 금융업에도 진출해 있다. 수많은 유통회사들이 자체 상표로 저렴한 브랜드를 내세웠지만 피씨 상품들은 유명 상표 및 프리미엄 제품들과 경쟁하였다. 프레지던트 초이스는 로우블로우 사가 소유한 여러 유통업체에 공급되는 통일 브랜드이기도 하다.

## 제품 유형
프레지던트 초이스가 취급하는 제품은 크게 다섯가지로 나눌 수 있다.
- 테디 초이스(Teddy's Choice): 유아 용품, 식품
- 미니 쉐프(Mini Chefs): 5살에서 10살 사이의 어린이를 위한 식품
- 유기농(Organics): 유기농 식품
- 블루 메뉴(Blue Menu): 건강을 생각하는 소비자를 위한 제품, 블루 메뉴 제품들은 저지방 식품이거나 통밀같은 몸에 이로운 원료로 만든 제품이다.
- 그린(Green): 친환경 제품(예를 들면 PC GREEN 화장실 휴지는 염소를 첨가하지 않은 것이다).

## 같이 보기
- 제어스
- 로블로우